# Pistolenstern
Der Pistolenstern ist ein Hyperriese aus dem Quintuplet-Sternhaufen in der Nähe des Zentrums der Milchstraße.

## Details
Der Pistolenstern ist ca. 25.000 Lichtjahre von der Erde entfernt und liegt in Richtung des Sternbildes Schütze nahe dem Zentrum der Milchstraße. Er ist ca. 1,7 Millionen Mal so hell wie die Sonne. Eine Beobachtung im sichtbaren Bereich des Lichtes ist nicht möglich, da er von Wolken interstellaren Staubs in der Milchstraßenebene verdeckt wird, andernfalls wäre der Pistolenstern trotz seiner Entfernung als Stern 4. Größe sichtbar.
Er wurde erst in den 1990er Jahren vom Hubble-Weltraumteleskop mit Hilfe von Infrarot-Kameras erfolgreich beobachtet.
Der Stern ist mit über 100 Sonnenmassen extrem massereich und strahlt in sechs Sekunden so viel Energie ab wie die Sonne in einem Jahr. Forscher vermuten, dass die Anfangsmasse des Sterns über 200 Sonnenmassen betragen hat. Am Ende seines Lebens in ein bis drei Millionen Jahren wird er vermutlich in einer Supernova explodieren.
Der Stern ist eingebettet in den Pistolennebel, der wegen der Ähnlichkeit seiner Form mit der einer Pistole so benannt wurde. Dieser zirkumstellare Nebel besteht im Wesentlichen aus Materie, die vom Pistolenstern bei heftigen Eruptionen vor 4000 bis 6000 Jahren ausgestoßen wurde und von ihm zum Leuchten angeregt wird. Die Masse des Nebels wird auf etwa 10 Sonnenmassen geschätzt.